# Kreisbahn Schönermark–Damme
| Strecke südlich von Kleinow (2008) |                                                                                    |                                              |                                              |
| Streckennummer (DB): | 6770                                                                               |                                              |                                              |
| Kursbuchstrecke: | 292 (1995) Gramzow–Damme 924 (1980) 925a (1968) 122g (vor Sommer 1968) 113d (1934) |                                              |                                              |
| Streckenlänge: | 26,5 km                                                                            |                                              |                                              |
| Spurweite: | 1435 mm (Normalspur)                                                               |                                              |                                              |
| |                                                                                    |                                              |                                              |
| \| \| \| von Szczecin \| \| \| \| \| Schönermark nach Berlin \| \| \| \| 0,0 \| Schönermark Nord früher Schönermark Kreisbf. \| Schönermark Nord früher Schönermark Kreisbf. \| \| \| \| \| \| \| \| \| Welse \| \| \| \| 1,9 \| Biesenbrow Haltestelle \| Biesenbrow Haltestelle \| \| \| 2,9 \| Biesenbrow Ladestelle \| Biesenbrow Ladestelle \| \| \| 6,0 \| Golm (Uckerm) \| Golm (Uckerm) \| \| \| 8,7 \| Fredersdorf (Uckerm) \| Fredersdorf (Uckerm) \| \| \| 12,3 \| Zichow \| Zichow \| \| \| 15,1 \| Gramzow (Uckerm) \| Gramzow (Uckerm) \| \| \| 17,9 \| Lützlow \| Lützlow \| \| \| 21,9 \| Kleinow (Uckerm) \| Kleinow (Uckerm) \| \| \| \| von Eickstedt \| \| \| \| 25,3 \| Damme (Uckerm) \| Damme (Uckerm) \| \| \| \| nach Prenzlau \| \| |                                                                                    |                                              |                                              |
| Strecke |                                                                                    | von Szczecin                                 | von Szczecin                                 |
| Abzweig ehemals geradeaus und nach links · ehemaliger Bahnhof quer |                                                                                    | Schönermark nach Berlin                      | Schönermark nach Berlin                      |
| Strecke (außer Betrieb) · Kopfbahnhof Streckenanfang (Strecke außer Betrieb) | 0,0                                                                                | Schönermark Nord früher Schönermark Kreisbf. | Schönermark Nord früher Schönermark Kreisbf. |
| Verschwenkung nach links (Strecke außer Betrieb) · Verschwenkung nach rechts (Strecke außer Betrieb) |                                                                                    |                                              |                                              |
| Brücke über Wasserlauf (Strecke außer Betrieb) |                                                                                    | Welse                                        | Welse                                        |
| Haltepunkt / Haltestelle (Strecke außer Betrieb) | 1,9                                                                                | Biesenbrow Haltestelle                       | Biesenbrow Haltestelle                       |
| Bahnhof (Strecke außer Betrieb) | 2,9                                                                                | Biesenbrow Ladestelle                        | Biesenbrow Ladestelle                        |
| Haltepunkt / Haltestelle (Strecke außer Betrieb) | 6,0                                                                                | Golm (Uckerm)                                | Golm (Uckerm)                                |
| Haltepunkt / Haltestelle (Strecke außer Betrieb) | 8,7                                                                                | Fredersdorf (Uckerm)                         | Fredersdorf (Uckerm)                         |
| Bahnhof (Strecke außer Betrieb) | 12,3                                                                               | Zichow                                       | Zichow                                       |
| Kopfbahnhof Strecke bis hier außer Betrieb | 15,1                                                                               | Gramzow (Uckerm)                             | Gramzow (Uckerm)                             |
| Haltepunkt / Haltestelle | 17,9                                                                               | Lützlow                                      | Lützlow                                      |
| Haltepunkt / Haltestelle | 21,9                                                                               | Kleinow (Uckerm)                             | Kleinow (Uckerm)                             |
| Abzweig geradeaus und von rechts |                                                                                    | von Eickstedt                                | von Eickstedt                                |
| Kopfbahnhof Strecke ab hier außer Betrieb | 25,3                                                                               | Damme (Uckerm)                               | Damme (Uckerm)                               |
| Strecke (außer Betrieb) |                                                                                    | nach Prenzlau                                | nach Prenzlau                                |

Die Kreisbahn Schönermark–Damme war eine eingleisige Nebenbahn in der Uckermark im Nordosten des Landes Brandenburg. Sie hatte stets nur lokale Bedeutung. Der Verkehr auf dem Südast der Strecke zwischen Schönermark und Gramzow wurde bereits 1979 eingestellt und die Strecke in diesem Bereich abgebaut. Auf dem Nordteil der Strecke endete der Verkehr 1995. Dieser Abschnitt wurde vom Brandenburgischen Museum für Klein- und Privatbahnen in Gramzow übernommen, das dort Museumsverkehr anbietet.

## Geschichte

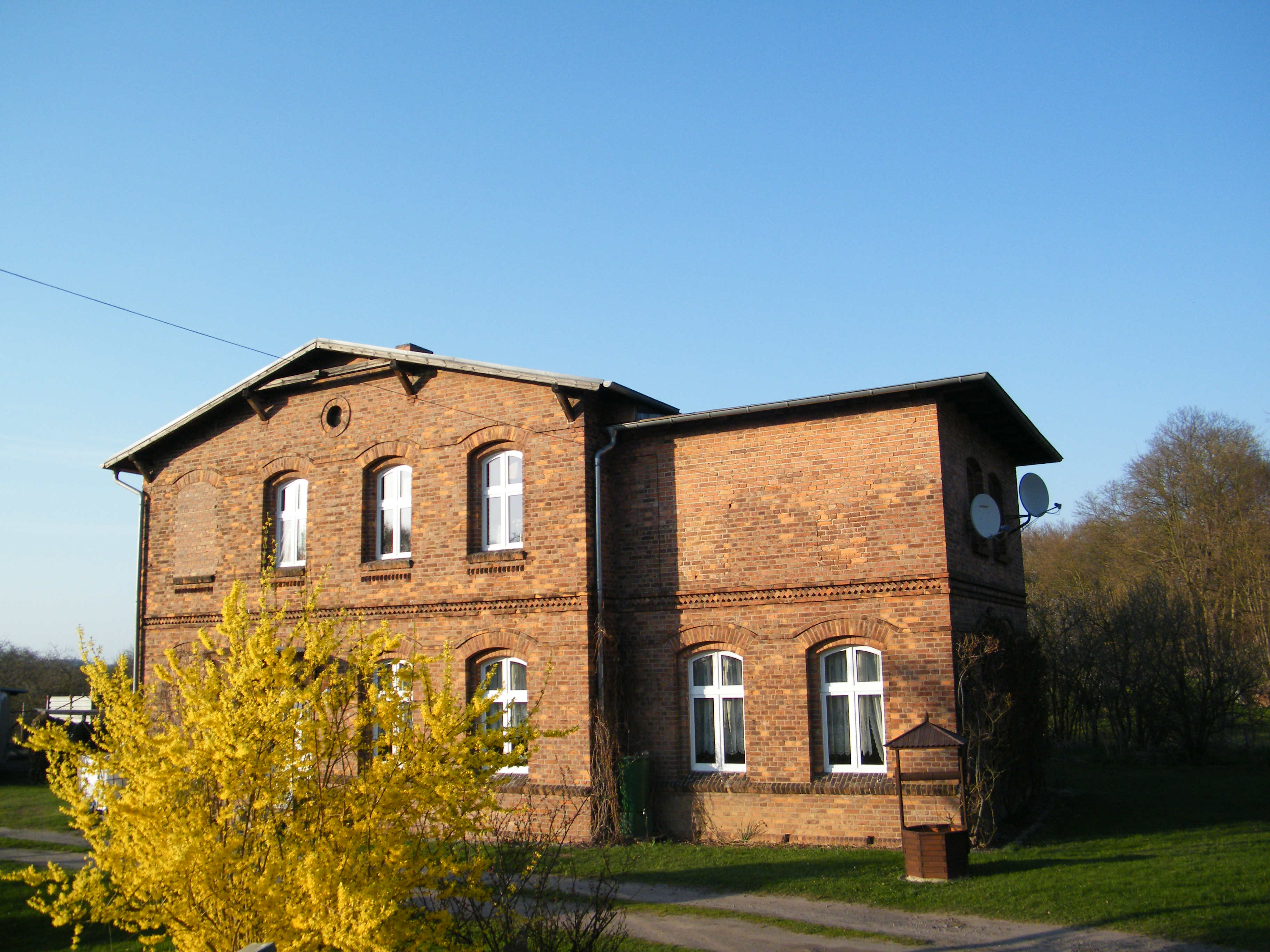
Gebäude des Kleinbahnhofes in Schönermark (2010)

Die östliche Uckermark erhielt bereits 1843 Eisenbahnanschluss mit der Berlin-Stettiner- und 1863 mit der Angermünde-Stralsunder Eisenbahn. Um die Jahrhundertwende erschlossen die Prenzlauer Kreisbahnen das landwirtschaftlich genutzte Gebiet. So entstand 1898 eine Strecke von Löcknitz nach Brüssow, die 1902 über Damme und Prenzlau nach Strasburg verlängert wurde. Auch im benachbarten Kreis Angermünde, namentlich seitens des Ortes Gramzow, dem wichtigsten Ort in der Gegend, bestand ebenfalls Interesse an einer Bahnverbindung. Als Ausgangspunkt wurde der 1882 eröffnete Bahnhof Schönermark an der Berlin-Stettiner-Bahn gewählt und die Strecke von dort über Gramzow nach Damme geführt, wo Anschluss an die Prenzlauer Kreisbahnen bestand. Die Strecke wurde am 13. Dezember 1905 eröffnet. Die Betriebsführung lag von Anfang an bei den Prenzlauer Kreisbahnen; zeitweise wurden sie auch formell gemeinsam als Prenzlau und Angermünder Kreisbahnen geführt.
Nach dem Zweiten Weltkrieg wurde die Strecke als Reparationsleistung an die Sowjetunion demontiert; jedoch war ein rascher Wiederaufbau möglich. Zwischen 1946 und 1949 wurde die Strecke schrittweise wiedereröffnet. Dabei musste die zerstörte Brücke über die Welse bei Schönermark durch einen Neubau ersetzt werden.
Im Jahr 1979 endete der Verkehr auf dem Südteil der Strecke zwischen Gramzow und Schönermark. Die Strecke wurde in den Folgejahren abgebaut. Auf dem Nordostteil verblieb der Personenverkehr noch bis zum Fahrplanwechsel am 27. Mai 1995. Am 30. Juni 1997 wurde die Strecke stillgelegt.
Im Jahr 1996, 17 Jahre nachdem er seine Rolle als Übergangsbahnhof verloren hatte, wurde der Bahnhof Schönermark an der Berlin-Stettiner Bahn ganz für den Personenverkehr geschlossen. Nachdem sich der Trägerverein bereits 1992 gegründet hatte, eröffnete am 1. Juni 1996 das Brandenburgische Museum für Klein- und Privatbahnen im Bahnhof Gramzow. In den Jahren 2008/2009 konnte das Museum schrittweise den Streckenabschnitt zwischen Gramzow und Kleinow, später bis Damme erwerben, hinzu kam das Teilstück von Damme nach Eickstedt an der Strecke Richtung Brüssow. Seit 2009 werden zwischen Damme und Gramzow an ausgewählten Tagen Museumsfahrten angeboten.

## Streckenverlauf

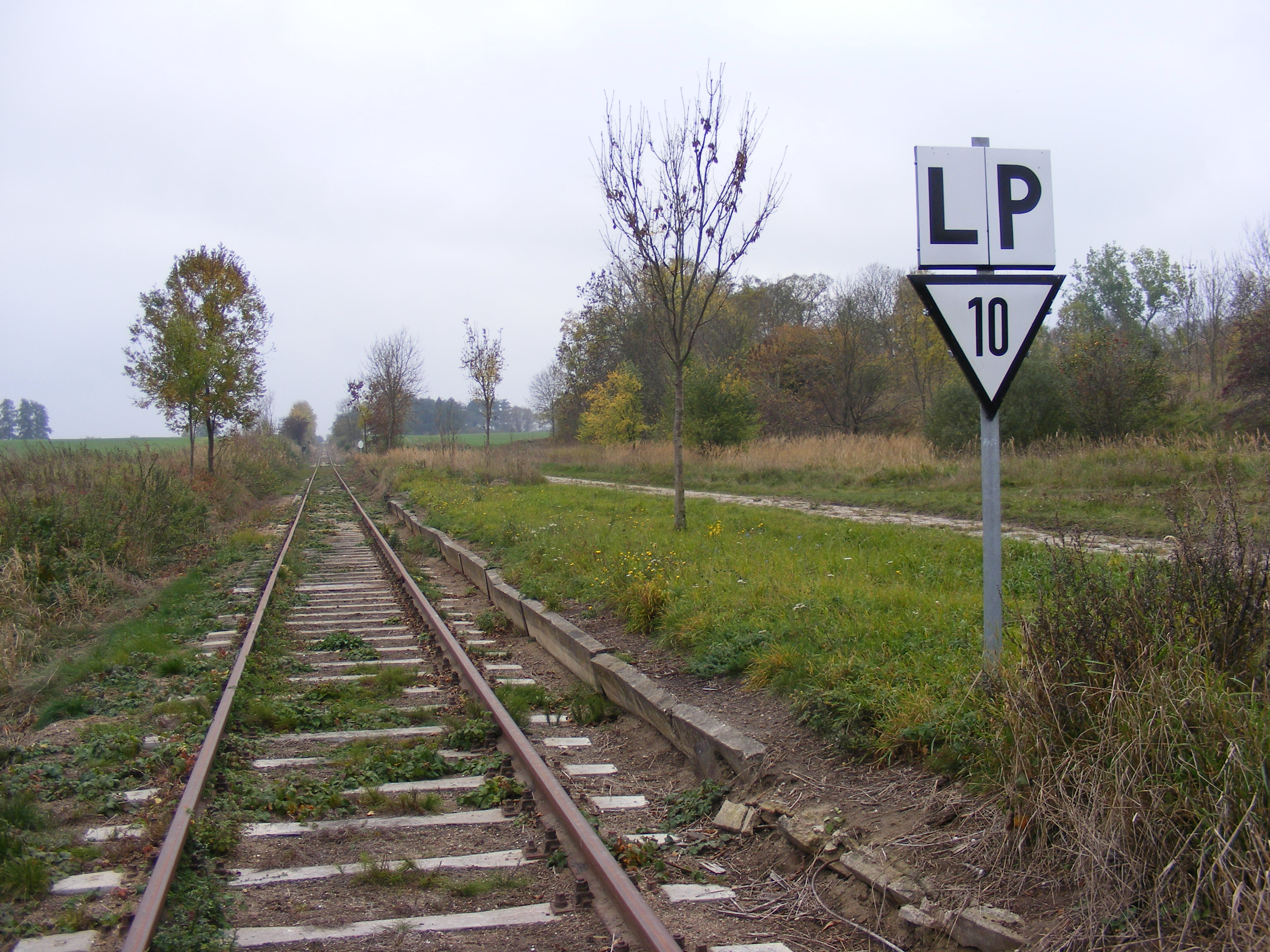
Ehemaliger Haltepunkt Lützlow (2008)

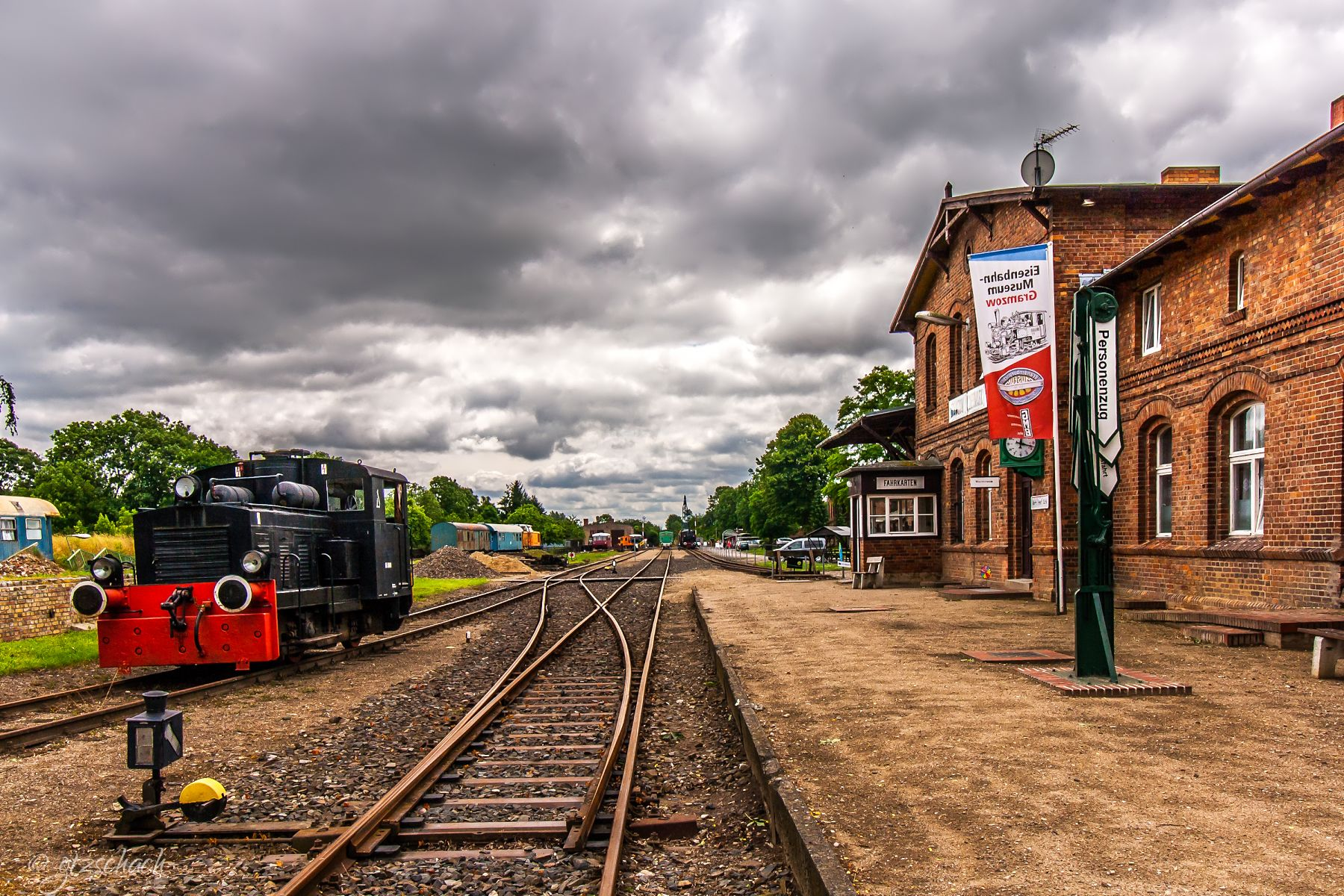
Bahnhof Gramzow

Die Strecke begann in Schönermark in einem separaten Bahnhof, früher Schönermark Kreisbahnhof, bahnamtlich auch Schönermark Nord, genannt. Die Gleise des Kleinbahnhofs lagen fast rechtwinklig zu denen der Hauptbahnstrecke. Eine Verbindungskurve verband den Nordkopf des Bahnhofs an der Hauptstrecke mit der Kreisbahn. Von Schönermark führte die Strecke zunächst parallel zur Chaussee auf einem Damm durch das Welsebruch Richtung Nordwesten nach Biesenbrow Haltestelle am gleichnamigen Dorf, das durch die Geschichten von Ehm Welk als Kummerow bekannt geworden ist. Von dort wendet sich die Strecke Richtung Norden durch hüglige, waldarme Landschaft über Biesenbrow Ladestelle, Golm (Uckerm) und Fredersdorf (Uckerm) nach Zichow. Dort kreuzt die Trasse die Bundesstraße 166. Ab Gramzow (Uckerm) liegen die Gleise noch, der Bahnhof ist Sitz eines Eisenbahnmuseums. Die Strecke führt weiter nach Norden über die Haltepunkte Lützlow und Kleinow (Uckerm) (in der Nähe des Dorfes Falkenwalde) nach Damme (Uckerm), wo sie in die Strecke aus Brüssow mündet. Zwischen Lützlow und Kleinow wird die Bundesautobahn 11 unterquert.
Die Schienen sind beziehungsweise waren in Kiesbettung verlegt. Die Stationen mit Ausnahme von Schönermark und Gramzow hatten lediglich einfache Wartehallen. Das Empfangsgebäude der Kreisbahn in Schönermark ist in Privatbesitz und wird als Wohnhaus genutzt. Lokschuppen und einige Nebengebäude des Bahnhofs Gramzow gehören zum Eisenbahnmuseum.

## Trivia
Die Strecke hatte im ab 1968 gültigen Nummernsystem der DR-Strecken als eine von zwei Strecken eine Nummer mit Buchstabenzusatz erhalten (925a), da der Nummernkreis um die Stammstrecke 920 (921…929) erschöpft war. Nach Stilllegung des Abschnitts Schönermark–Gramzow wurde der Fahrplan der Reststrecke in die Fahrplantabelle der Bahnstrecke Prenzlau–Löcknitz eingearbeitet und diese von 925 in 924 (durch Stilllegung der Bahnstrecke Prenzlau–Klockow frei geworden) umnummeriert.